# Jack Hannaway
Jack Hannaway (22 tháng 10 năm 1927 – 2 tháng 7 năm 2007) là một cầu thủ bóng đá người Anh từng thi đấu ở vị trí wing half hoặc hậu vệ. Ông có hơn 250 lần ra sân ở Football League cho Manchester City, Gillingham và Southport trong 11 năm sự nghiệp.